# La Bonne Aventure
La Bonne Aventure e un film del 1932 diretto da Henri Diamant-Berger.

## Trama
All'insegnante di mezza età, di educazione fisica Etienne, un indovino gli predice che, gli restano solo due mesi di vita. L'indovino era stato assunto per spaventare il giovane e ricco Bernard ma grazie a un caso di identità errata sbaglia la fa a lui. Etienne allora decide di vivere appieno i suoi ultimi mesi di vita e di conseguenza diventa milionario ai tavoli da gioco di Monte Carlo.